# Геофиты

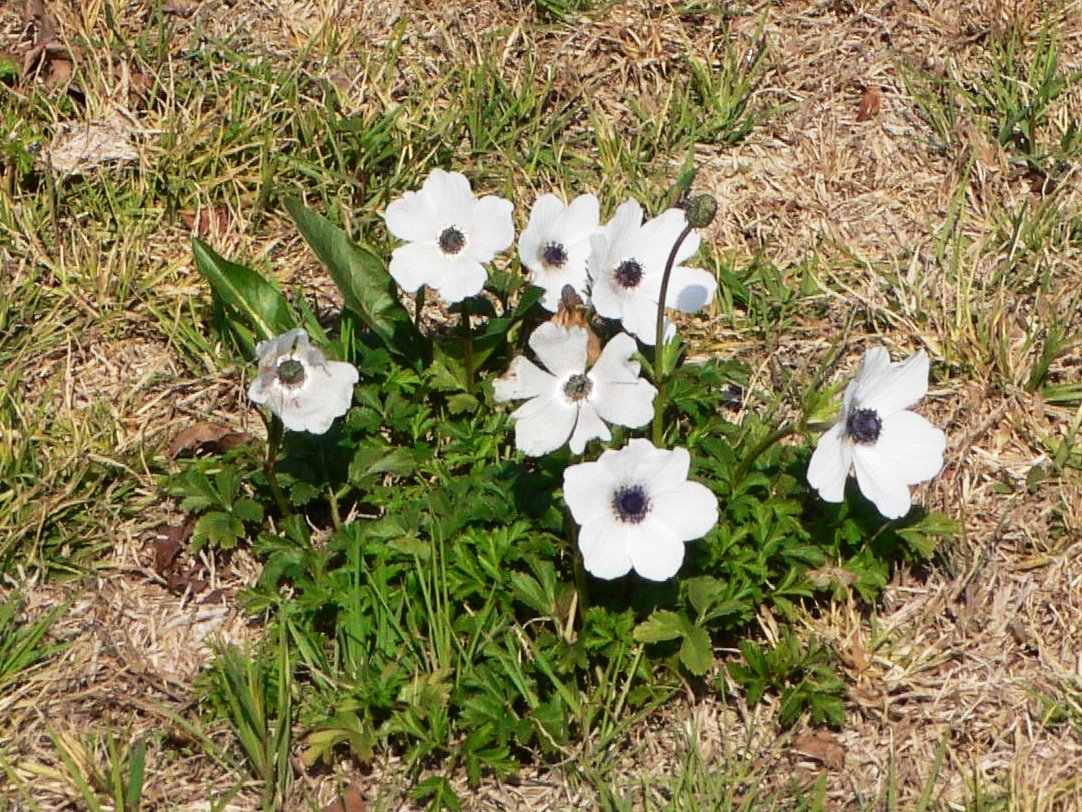
Ветреница корончатая, корневищный геофит

Геофиты (от др.-греч. γῆ — Земля, почва + φυτóν — растение; буквально «подземное растение») — жизненная форма растений, почки возобновления и окончания побегов у которых переносят неблагоприятный период в почве. К неблагоприятным условиям относятся, как засуха, так и мороз. Геофиты обычно имеют запас питательных веществ. В системе жизненных форм по К. Раункиеру геофиты, наряду с гелофитами и гидрофитами, переносящими неблагоприятный период в воде, относятся к криптофитам.
Геофиты подразделяют на:
- Корневищные геофиты — имеют корневища, в которых запасаются питательные вещества. С помощью корневищ эти растения также переносят неблагоприятные условия, почки роста у них находятся под двойной защитой: слоя почвы, не всегда большого, и слоя опавшей листвы. К ним относятся такие растения, как ландыш, купена, вороний глаз, виды спаржи, ситника, некоторые осоки, злаки (например, пырей ползучий), тростник, ветреницы и др.;

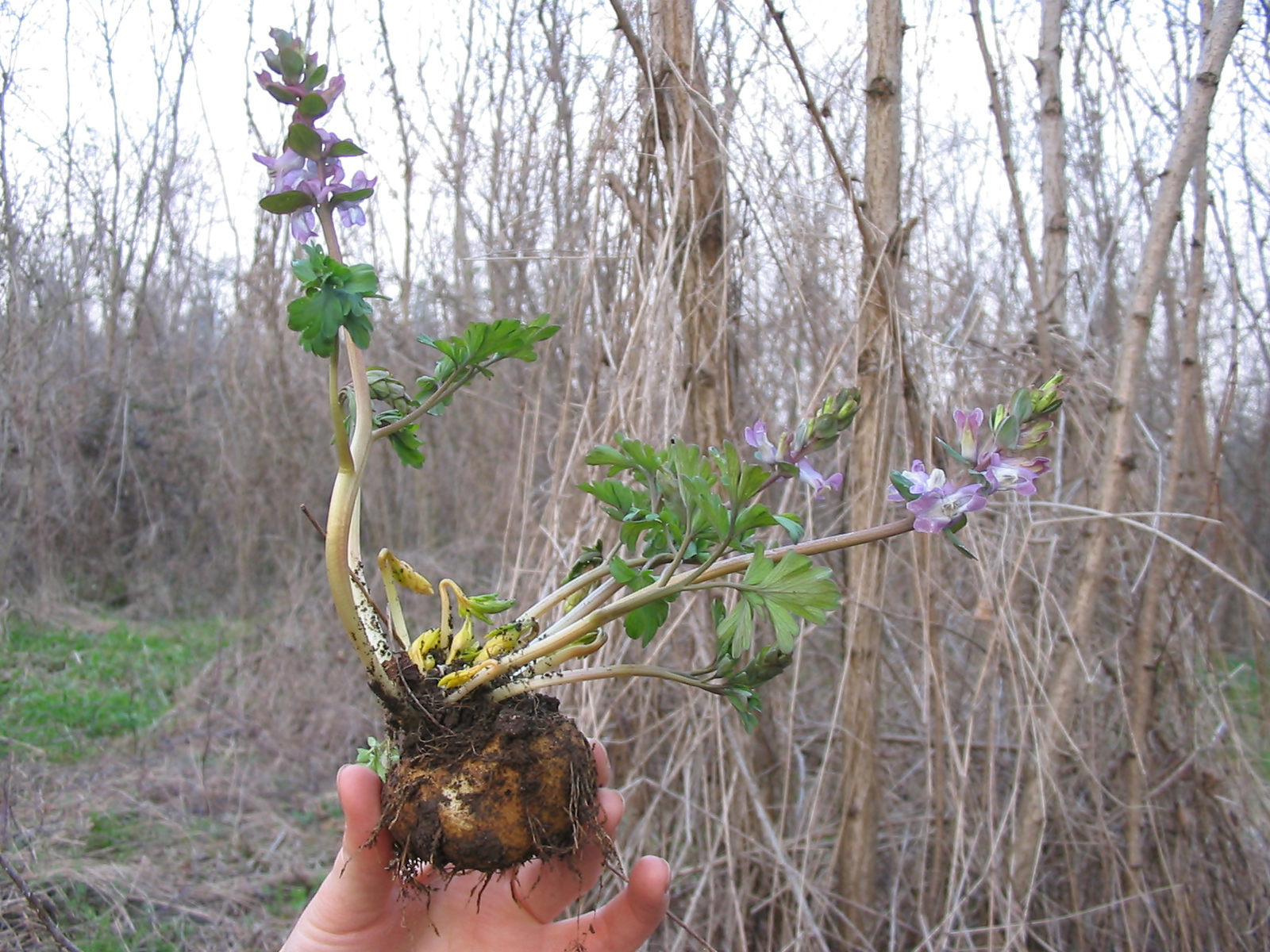
Хохлатка полая, клубневый геофит

- Клубневые геофиты — питательные вещества и почки возобновления сохраняются в клубне, при этом клубни могут иметь стеблевое происхождение (например, цикламен, хохлатка полая, очиток наибольший, картофель, земляная груша), корневое происхождение (например, таволга обыкновенная, пион узколистный, некоторые виды лютика) или двойственное происхождение (например, орхидные, чистяк весенний);
- Луковичные геофиты — питательные вещества и почки сохраняются в луковицах. К ним относятся, например, лук, птицемлечник, гусиный лук, глоксиния, тюльпан, нарцисс;
- Корневые геофиты — почки сохраняются в перезимовывающих частях корней, остальная часть корней при этом может и отмирать. К ним относятся, например, вьюнок полевой, бодяк полевой.

Геофиты характерны больше для умеренного климата.